# Final Resolution 2005
Final Resolution (2005) was een professioneel worstel-pay-per-view (PPV) evenement dat georganiseerd werd door Total Nonstop Action Wrestling (TNA). Het was de eerste editie van Final Resolution en vond plaats op 16 januari 2005 in de TNA iMPACT! Zone in Orlando, Florida.

## Matches
| Nr. | Match | Winnaar(s)            | Opmerkingen                                                   | Bron  |
| --- | --- | --------------------- | ------------------------------------------------------------- | ----- |
| 1   | 3Live Kru (Ron Killings, Konnan & B.G. James) vs. Christopher Daniels, Michael Shane & Kazarian                       | 3Live Kru             | 6-man tag team match.                                         | [ 2 ] |
| 2   | Elix Skipper vs. Sonjay Dutt                                                                                          | Elix Skipper          | Een-op-een match.                                             | [ 2 ] |
| 3   | Dustin Rhodes vs. Kid Kash                                                                                            | Dustin Rhodes         | Een-op-een match.                                             | [ 2 ] |
| 4   | Erik Watts vs. Raven                                                                                                  | Erik Watts            | Een-op-een match.                                             | [ 2 ] |
| 5   | Jeff Hardy vs. Scott Hall                                                                                             | Jeff Hardy            | Een-op-een match met Roddy Piper als gastscheidsrechter.      | [ 2 ] |
| 6   | Monty Brown vs. Diamond Dallas Page vs. Kevin Nash                                                                    | Monty Brown           | Triple threat eliminatie match.                               | [ 2 ] |
| 7   | America's Most Wanted (Chris Harris & James Storm) vs. Team Canada (c) (Bobby Roode & Eric Young) (met Coach D'Amore) | America's Most Wanted | Tag team match voor het NWA World Tag Team Championship.      | [ 2 ] |
| 8   | A.J. Styles vs. Petey Williams (c) (met Coach D'Amore) vs. Chris Sabin                                                | A.J. Styles (nc)      | Ultimate X match voor het TNA X Division Championship.        | [ 2 ] |
| 9   | Jeff Jarrett (c) vs. Monty Brown                                                                                      | Jeff Jarrett          | Een-op-een match voor het NWA World Heavyweight Championship. | [ 2 ] |